# Дом Бурбон-Монпансие
Бурбон-Монпансие е аристократична френска фамилия, графове и херцози на Монпансие, клон на династията Бурбони.

## Първи клон Бурбон-Монпансие
Основател на първия клон Бурбон-Монпансие е граф Луи I дьо Бурбон-Монпансие (†1486), вторият син на херцог Жан I дьо Бурбон. Той се жени два пъти: за Жана, графиня на Клерион и дофина на Оверн, и за Габриела дьо ла Тур. Баща е на Жилбер дьо Бурбон-Монпансие (†1496). Шарл (†1527), син на Жилбер дьо Бурбон-Монпансие, през 1505 г. е провъзгласен за херцог на Бурбон под името Шарл III, след като се оженва за своята братовчедка Сузана, дъщеря на херцог Пиер II дьо Бурбон и наследница на старшия клон във фамилията. Блестящ военачалник, Шарл III получава званието „конетабъл“ от френския крал Франсоа I. Поради конфликт с кралицата майка Луиза Савойска през 1523 Шарл III напуска Франция и преминава на служба при нейния враг, германския император Карл V. При обсадата на Рим (1527) от императорските войски конетабълът загива, без да остави наследници. Негови сестри са: Луиза, омъжена за принц Луи I дьо Бурбон ла Рош, който наследява графство Монпансие и Рене, съпруга на лотарингския херцог Антон II.

## Втори клон Бурбон-Монпансие
Пръв представител на втория клон Бурбон-Монпансие е принц Луи I дьо ла Рош (†1520), вторият син на граф Жан II дьо Вандом. През 1504 г. той се жени за Луиза, дъщеря на граф Жилбер дьо Бурбон-Монпансие. Баща е на: Луи II (†1582), който наследява Монпансие след гибелта на вуйчо си, херцог Шарл III дьо Бурбон. Френският крал Анри II провъзгласява неговото владение за херцогство. Луи II има две деца: Франсоа (†1592) и Шарлота, трета съпруга на принц Вилхелм Орански, водач на бунта в Нидерландия срещу испанската власт. Херцог Франсоа има само един син, Анри (†1608), чиято дъщеря Мария сключва брак с херцог Гастон Орлеански и по този начин го прави господар на фамилните си владения.